# Christiane Ouimet
Christiane Ouimet (née à Saint-Albert en Ontario, au Canada) est la première personne nommée commissaire à l’intégrité du secteur public du Canada.
Diplômée de l’Université d’Ottawa, Mme Ouimet est titulaire d’un baccalauréat spécialisé et de deux baccalauréats en droit (droit civil et common law). Membre du barreau de l'Ontario depuis 1982, Christiane Ouimet a travaillé pour le gouvernement fédéral pendant 25 ans au sein de huit ministères et agences, principalement dans les domaines de la vérification, des affaires réglementaires, des services de police et d’application de loi, du processus décisionnel quasi-judiciaire et de l’appareil gouvernemental. Elle a été directrice générale de la Commission de l’immigration et du statut de réfugié, le plus important tribunal administratif au Canada. Elle a également exercé la fonction de sous-ministre délégué au sein de Travaux publics et Services gouvernementaux Canada et d’Agriculture et Agroalimentaire Canada.
Elle a été nommée par résolution unanime prise par le Sénat du Canada et la Chambre des communes du Parlement du Canada, et elle est entrée en fonction en août 2007. En qualité d’agent du Parlement, Christiane Ouimet relevait directement du parlement. Elle était responsable de l’application de la Loi sur la protection des fonctionnaires divulgateurs d’actes répréhensibles, laquelle a créé un mécanisme de divulgation des actes répréhensibles dans le secteur public et fournit une protection aux divulgateurs d’actes répréhensibles. Les enquêtes sur les actes répréhensibles allégués visent à révéler l’existence d’actes répréhensibles aux administrateurs généraux des organisations du secteur public, à leur faire des recommandations sur les mesures correctives qu’ils peuvent prendre et à faire rapport au Parlement des cas d’actes répréhensibles avérés. Dans le cadre de son mandat, Christiane Ouimet devait mettre l’accent sur la prévention des actes répréhensibles, le règlement informel des cas et la sensibilisation.
La commissaire a le mandat exclusif d’enquêter sur les plaintes de représailles présentées par les fonctionnaires. Elle doit présenter un rapport annuel au Parlement, et elle peut lui présenter des rapports spéciaux à tout moment.
Christiane Ouimet remit sa démission en octobre 2010, quatre ans avant la fin de son mandat, alors que la vérificatrice générale du Canada, Sheila Fraser, enquêtait sur le fonctionnement de son bureau.